# THE WIRE/ザ・ワイヤー
『THE WIRE/ザ・ワイヤー』（原題：The Wire）は、アメリカの放送局HBOにて2002年から2008年にかけて放送されたテレビドラマシリーズ。メリーランド州ボルティモアを舞台に、警察と麻薬取引、人種問題、港湾管理、教育、政治、犯罪など、アメリカの都市が抱える諸問題を描いたドラマである。5シーズン、60エピソードで構成されている。作家で元警察記者のデヴィッド・サイモンが原作・脚本を主に担当した。

## 概要
企画は、元殺人課の刑事で公立学校の教師であった彼の執筆パートナー、エド・バーンズの経験に基づく警察ドラマとしてスタートした。
メリーランド州ボルチモアを舞台に制作され、各シーズンは前シーズンから登場人物やストーリーを引き継ぎつつ、シーズン毎に街のさまざまな制度や法執行機関との関係を題材としている（シーズン1:違法薬物取引、2:港湾システム、3:市政府と官僚機構、4:教育と学校、5:活字メディア）。
登場する大勢のキャストは、他ではあまり知られていない俳優を中心に、ボルチモアやメリーランド州の実在の人物がゲストやレギュラーとして多数出演している。サイモンは、犯罪ドラマという枠組みにもかかわらず、この番組は「本当はアメリカの都市について、そして私たちがどのように一緒に暮らしているかについて描いている。制度が個人にどのような影響を与えるかについて。警官であれ、港湾労働者であれ、麻薬の売人であれ、政治家であれ、裁判官であれ、弁護士であれ、みんな最終的には妥協して、自分が所属しているどんな組織とも戦わなければならないのだ」と語っている。
本シリーズは、文学的なテーマや、社会と政治に関する類まれな正確さ、都市生活のリアルな描写が称賛されている。放送開始当初は平均的な視聴率しかとれず、主要なテレビ賞を受賞することもなかったが、現在では史上最高のテレビシリーズの一つとして挙げられることが多い（→#作品の評価）。
日本においては、スーパー!ドラマTVにて全話が放映された。2021年4月28日からU-NEXTがシーズン1～5の見放題独占配信を開始した。

## 登場人物
本シリーズは幅広いアンサンブルキャストを採用しており、さらに、番組で取り上げられた施設に常勤しているゲスト出演者も多数いる。キャストの大半は黒人で、これはボルチモアの人口構成を正確に反映している。

また、この番組の制作者は、主要なキャラクターを殺すことも厭わない。視聴者が、あるキャラクターが単に主役だから、あるいはファンの間で人気があるから生き残ると思い込めないようにするためである。なぜ、あるキャラクターが死ななければならなかったのかという質問に対して、デヴィッド・サイモンはこう答えている。
私たちはこの番組で、希望や視聴者の満足感や安っぽい勝利を売っているわけではない。『ザ・ワイヤー』は、官僚組織、犯罪組織、依存症の文化、生の資本主義といった組織が個人に何をもたらすかを論じているのである。純粋にエンターテインメントとして作られているわけではない。残念ながら、いささか腹立たしい番組である。

### 警察
- ジミー・マクノルティ（ドミニク・ウェスト）：殺人課刑事、特別捜査班に配属される白人男性刑事。S2では港湾警備課に左遷されている。S3では常設の特別捜査課に属する。S4では巡回警官となっている。S5では特別捜査課に戻っている。
- セドリック・ダニエルズ（ランス・レディック）：麻薬捜査課警部補、特別捜査班を率いる黒人男性。S2では証拠保管課に左遷されている。S3では常設の特別捜査課を率いる。S4では警視に昇進し、コルヴィンの代わりに西部を指揮したのち、警視長に昇進する。S5では副警察長に昇進する。
- キーマ・グレッグス（ソーニャ・ソーン）：麻薬捜査課刑事、特別捜査班に配属される若い黒人女性、レズビアン。S3では常設の特別捜査課に属し、一時殺人課に移ったあと戻る。
- ローランド・プリツビルスキー（ジム・トゥルー＝フロスト（英語版））：特別捜査班に配置される刑事、バルチェック警視の娘婿、若い白人男性。デスクワークで才能を発揮する。S3では常設の特別捜査課に属する。S4では教師となる。
- レスター・フリーマン（クラーク・ピータース）：特別捜査班に配属される高い調査能力を持つベテラン刑事、黒人男性。S3では常設の特別捜査課に属し、一時殺人課に移ったあと戻る。
- エリス・カーヴァー（セス・ギリアム）：麻薬捜査課から特別捜査班に配属される刑事、若い黒人男性。巡査部長に昇進し、S3では西部に配属される。
- ハーク（ドメニク・ランバルドッツィ）：麻薬捜査課から特別捜査班に配属される刑事、若い白人男性。S3では西部に配属される。S4では市長を警備したのち、特別捜査課に戻る。S5では辞職し、バークスデール・ファミリーを弁護するモーリス・レヴィ弁護士の調査員となっている。
- リアンダー・シドナー（コーリー・パーカー・ロビンソン（英語版））：自動車盗難課から特別捜査班に配属される刑事、若い黒人男性。S3で再び特別捜査課に配属される。
- バンク・ムアランド（ウェンデル・ピアース）：殺人課刑事でマクノルティの元相棒、黒人男性
- ジェイ・ランズマン（ディレーニー・ウィリアムズ（英語版）)：殺人課管理職の巡査部長、白人男性
- ウィリアム・ロールズ（ジョン・ドーマン）：警視、ランズマンの上司、白人男性。S3では副警察長に昇進している。S5では警察長に昇進する。
- アーヴィン・バレル（フランキー・フェイソン）：副警察長、ロールズの上司、黒人男性。S3では警察長に昇進している。S5で更迭される。
- スタニスラス・バルチェック（アル・ブラウン（英語版））：警視、南東地区の指揮官、プリツビルスキーの舅、S4では副警察長に昇進する。
- ベアトリス・ラッセル（エイミー・ライアン）：メリーランド州港湾警察の警官、白人女性、シングルマザー　(S2、S5)
- ハワード・コルヴィン（ロバート・ウィズダム）：警視、黒人男性、引退間近のボルティモア西部の指揮官 (S3-)、S4では警察を辞職している。

### 司法
- ロンダ・パールマン（ディアドリ・ラブジョイ（英語版））：州検事補、マクノルティと関係を持つ、S3ではダニエルズと関係する
- ダニエル・フェラン（ピーター・ゲレッティ）：判事。マクノルティの知己
- モーリス・レヴィ（マイケル・コストロフ（英語版））：弁護士、バークスデール・ファミリーを弁護する

### 政治家
- クレイ・デイビス（イザイア・ウィットロック・Jr）：メリーランド州上院議員、黒人
- クラレンス・ロイス（グリン・ターマン）：ボルティモア市長、黒人 (S3-)
- トミー・カルケティ（エイダン・ギレン）：ボルティモア市会議員、S4では市長に当選、白人(S3-)
- ノーマン・ウィルソン（レグ・E・キャシー）：カルケティの副選挙マネージャー、のちに市長次席秘書、黒人 (S4-)
- マイケル・シュタイントルフ（ニール・ハフ（英語版））：カルケティ市長の首席秘書、白人（S5-)

### 街の犯罪者
- ディアンジェロ・バークスデール（ラリー・ギリアード・Jr）：ボルティモア西部の麻薬組織バークスデール・ファミリーの一員
- エイヴォン・バークスデール（ウッド・ハリス）：バークスデール・ファミリーのボス、ディアンジェロの叔父
- ストリンガー・ベル（イドリス・エルバ）：エイヴォンの右腕（S1-S3)
- ボディー（JD・ウィリアムズ（英語版））：バークスデール・ファミリーの売人
- Poot（英語版）（トレイ・チェイニー（英語版））：バークスデール・ファミリー唯一の生き残り
- オマール・リトル（マイケル・ケネス・ウィリアムズ）：麻薬売人を襲う強盗グループのリーダー、同性愛者
- プロポジション・ジョー（ロバート・F・チュウ（英語版））：ボルティモア東部の麻薬組織のボス、暴力を嫌う
- マルロ・スタンフィールド (ジェイミー・ヘクター（英語版））：ボルティモア西部の新興の麻薬組織スタンフィールド・ファミリーのボス (S3-)
- クリス・パートロウ（ベンガ・アキナベ）：マルロの手下の用心棒(S3-)
- スヌープ・ピアソン（フェリシア・ピアソン（英語版））：マルロの手下の用心棒 (S4-)

### 港
- フランク・ソボトカ（クリス・バウアー）：ポーランド系の港湾労働組合長 (S2)
- ニック・ソボトカ（パブロ・シュレイバー）：フランクの甥、港湾労働者 (S2,S5)
- ジギー・ソボトカ（ジェームズ・ランソン）：フランクの息子、港湾労働者 (S2)
- グリーク（ビル・レイモンド（英語版）)：麻薬、人身売買などに従事するギリシャ系の犯罪組織のトップ (S2,S5)
- スピノス・ヴォンダス（ポール・ベン＝ヴィクター）：グリークの右腕 (S2,S4-)

### 中学生
- マイケル・リー（トリスタン・ワイルド（英語版））：マルロの用心棒となる中学生（S4-）
- ネイモンド・ブライス（Julito McCullum）：バークスデール・ファミリーの罪をかぶって終身刑に服する用心棒ウィーベイの息子で中学生（S4-)
- ドゥーカン（ジャーメイン・クロフォード（英語版））：貧しい中学生（S4-)

### 新聞
- オーガスタス"ガス"・ヘインズ（クラーク・ジョンソン）：ボルティモア・サン紙のデスク
- アルマ・グティエレス（Michelle Paress）：ボルティモア・サン紙の記者
- スコット・テンプルトン（トム・マッカーシー）：ボルティモア・サン紙の記者
- トマス・クレバナウ（デビッド・コスタブル）：ボルティモア・サン紙の副編集長
- ジェームズ・ホワイティング（Sam Freed）：ボルティモア・サン紙の編集長

### その他
- レジナルド・バブルズ（アンドレ・ロヨ（英語版））：グレッグスの使う情報提供者で麻薬中毒者
- デニス・"カティ"・ワイズ（チャド・コールマン）：刑務所から出所したばかりの元用心棒、少年たちのためにボクシングジムを開く（S3-）

## ストーリー
メリーランド州ボルティモアを舞台とし、警察と犯罪組織との戦いが描かれる。アメリカ合衆国東部の大西洋岸に位置する大都市で、人口に占める黒人の割合は60％を超える。犯罪組織は政治家と関係を持ち、警察や司法の上層部は自らの政治的地位を守るために捜査に介入する。

### シーズン1
特別捜査班の結成とボルティモア西部の麻薬組織バークスデール・ファミリーとの戦いが描かれる。
主人公のジミー・マクノルティは、ボルティモア警察署の殺人課に所属する刑事である。妻子と別居し、州検事補のパールマンと関係を持つ。マクノルティは麻薬組織に属するディアンジェロ・バークスデールを被告とした殺人事件の裁判を傍聴してボスの右腕のストリンガー・ベルの姿を見かけ、目撃者が証言を翻し、有罪確実と思われたディアンジェロに無罪判決が下される様子を目にする。法廷を後にしたマクノルティはフェラン判事に呼ばれ、西ボルティモアの多くの殺人事件の背後には黒人による麻薬組織が存在し、そのボスがディアンジェロの叔父のエイヴォン・バークスデールであることを話す。フェラン判事はバレル副署長に連絡し、警察署内にはバークスデール・ファミリーを捜査する特別捜査班が組織される。パールマンが担当検事となる。
ディアンジェロはファミリーに戻って麻薬販売を続けるが、良心の呵責に悩む。麻薬組織の売人を襲うオマール・リトルとファミリーの間には抗争が起き、オマールの恋人ブランドンは拷問の末に殺される。
面子を潰されたロールズ警視ら上司たちは、特別捜査班に無能な刑事しかよこさない。それでも、麻薬捜査課から来たグレッグスは情報提供者のバブルズを使って捜査を進め、長年質屋担当の閑職で干されていたフリーマンや誤射の経歴を持つプリツビルスキーは調査で実績を上げる。麻薬捜査課から転任し捜査班のリーダーとなったセドリック・ダニエルズ警部補は部下たちと上司たちの間で苦労する。そんな中、バークスデール・ファミリーが携帯電話の盗聴を避けてポケベルと公衆電話を使っていることがわかる。特別捜査班は盗聴（wire tapping）することで捜査に一条の活路を見出す。班はオマールと協力を始める。ロールズ警視は特別捜査班の捜査を妨害しマクノルティを陥れようとする。ファミリーは政治家に食い込み、バレル副署長はデイビス上院議員の側近の捜査を妨害し特別捜査班を解散しようとするが、フェラン判事が介入して続行させる。
バレルの圧力で特別捜査班は囮捜査を実行するが、グレッグスが撃たれて重傷を負う。バレルは警察の努力をアピールするため、署を挙げて一斉捜索を行う。ファミリーがポケベルや公衆電話の利用をやめて盗聴は困難となり、政治家への献金の調査を恐れたバレルは特別捜査班を縮小する。身辺整理のためにストリンガーは殺人への関与を知る少年を殺させ、彼を庇護していたディアンジェロは反発する。エイヴォンやディアンジェロは麻薬関連の罪で逮捕されるが、ストリンガーは自由のままとなり、葬儀屋の偽装の下で組織を運営する。承認保護プログラムを望むディアンジェロの情報で、グレッグスを襲撃したウィーベイが逮捕され、ほとんどの殺人罪をかぶってエイヴォンやストリンガーを守り終身刑となる。ダニエルズとマクノルティはFBIや連邦検察局に事件を持ち込もうとして失敗し、バレルら警察上層部に睨まれる。ディアンジェロは家族の説得で供述を翻して20年の刑となり、エイヴォンは司法取引で7年の刑で済む。
特別捜査班は解散させられる。バレルのスパイであったカーヴァーは巡査部長に昇進し、フリーマンはロールズの下で殺人課に戻り、マクノルティは湾岸警備課に左遷され、グレッグスは回復し、他のメンバーは元の職場に戻る。エイヴォンの留守を預かるストリンガーが麻薬ビジネスを継続する。

### シーズン2
ボルティモア港を舞台とし、国際的な犯罪組織のグリーク・ファミリーとこれに密かに揚力する港湾労働組合、その捜査のために再結成される特別捜査班が描かれる。
マクノルティは湾岸警備課、ダニエルズは証拠保管課に左遷されている。マクノルティは女性の水死体を発見し、州港湾警察のベアトリス・ラッセルは、コンテナで多数の東欧女性の死体を発見する。マクノルティは、ロールズの指揮する市警察の殺人課が両事件の管轄となるよう仕組む。バンク、フリーマン、ラッセルが事件を担当し、別れた妻とよりを戻そうとして果たせないマクノルティも個人的に捜査を続ける。
ボルティモア港は不景気に苦しみ、港湾労働組合長のフランク・ソボトカは開発を求めて政治家に献金する。グリーク率いるギリシャ人を中心とした犯罪組織グリーク・ファミリーはフランクの協力で麻薬を密輸し、東欧女性を密入国させ売春をさせる。フランクの息子ジギーと甥のニックは金に困り、グリークの右腕のヴォンダスに近づいて窃盗や麻薬販売に手を染める。ジギーは盗難車の販売をめぐってもめたグリーク・ファミリーの一員を射殺し逮捕される。
同じポーランド系のフランクとの間に怨恨を抱えるバルチェック警視は、バレルの警察長昇進への支持と引き換えに、港湾労働組合の資金源を調査する特別捜査班を結成させて、婿のプリツビルスキーを入れる。ダニエルズが指揮官となり、グレッグス、ハーク、フリーマン、カーヴァーが班に再び召集される。組合と殺人事件との関連が浮かび上がり、ロールズは事件の担当を班に押し付ける。バンク、ラッセル、そしてマクノルティも班に加わり、麻薬販売と売春を疑い、盗聴やGPSを使った捜査を進める。班の捜査がなかなかフランクに及ばないことに業を煮やしたバルチェックはFBIに捜査を依頼するが、グリークはFBI内に内通者を抱えて警戒を強める。
エイヴォン、ディアンジェロ、ウィーベイは刑務所で服役する。オマールはボルティモアに戻る。外で麻薬販売を取り仕切るストリンガーはファミリーに敵対する看守を陥れ、密告によりエイヴォンは刑を短縮される。ストリンガーは、ファミリーに反発するディアンジェロを密かに殺させて自殺に見せかける。エイヴォンには知らせずに東部のプロポジション・ジョーと取引をし、グリーク・ファミリーからの麻薬を得る代わりに縄張りを一部譲る。エイヴォンはブラザー・ムーゾンを呼んで東部の組織に対抗させ、ストリンガーはオマールにブランドンを殺したのはブラザー・ムーゾンだと吹き込んで襲わせる。
特別捜査班は一斉捜索を行い、フランクを逮捕するがニックは逃がし、グリーク・ファミリーは下っ端だけが逮捕される。港湾の開発計画は頓挫し、フランクは息子と甥を救う条件で警察に協力しようとして殺される。ニックは自首して証人保護プログラムの下で供述し、東欧女性の殺人事件は解決するが、ザ・グリークとヴォンダスは逃げおおせる。港湾労働組合は権限を連邦保安局に奪われる。班は解散する。グレッグスの同性の恋人は妊娠する。

### シーズン3
常設された特別捜査課はバークスデール・ファミリーや新興のスタンフィールド・ファミリーを捜査し、政治家たちの干渉が捜査や街の状況に影響を及ぼす。
ダニエルズは常設された特別捜査課を率い、マクノルティ、グレッグス、フリーマン、プリツビルスキーらが所属する。バレルとロールズはそれぞれ警察長、副警察長に昇進している。ハークとカーヴァーは引退間近のハワード・コルヴィン警視が指揮する西部に勤務している。ダニエルズは市会議員を目指す妻と不仲となって別居し、パールマンと関係を持つ。グレッグスは出産した恋人と距離が広がる。マクノルティはディアンジェロの自殺を再捜査してストリンガーを追う。麻薬の売人たちは使い捨ての携帯電話"バーナー"を使い、特別捜査課の盗聴は成果をあげられない。マクノルティは旧知のコルヴィンを通して上層部に働きかけ、特別捜査課の捜査対象をストリンガーとマルロに変えさせてダニエルズの不興を買う。課は捨てられたバーナーを拾って分析し、バーナーの盗聴を始める。プリツビルスキーは路地で誤って黒人の私服警官を射殺してしまい課を離れる。
バレルとロールズは犯罪率を下げるようロイス市長から圧力を受け、部下たちを連日のように責める。コルヴィンは、秘密裏に麻薬解放区"ハムステルダム"を作り売人を集中させて犯罪を抑制しようとする。ハムステルダムの治安は最悪となるが、全体の犯罪率は著しく改善する。解放区をよく思わないカーヴァーの投書で新聞がかぎつけ、コルヴィンは上司たちに解放区のことを告白するが職務を解かれる。バレルは麻薬解放区のことを市長に報告するが、責任をとらされるのを嫌い、市長を目指す野心的な白人市会議員のカルケティにリークする。
バークスデール・ファミリーは、高層住宅が取り壊されて縄張りを減らす。ストリンガーはプロポジション・ジョーと協力し麻薬の供給を受け続けるが、新興のマルロ・スタンフィールドのファミリーとの争いが増える。オマールはバークスデール・ファミリーを恨み、襲い続ける。エイヴォンの服役中に麻薬ビジネスを預かるストリンガーはディアンジェロのガールフレンドと関係し、デイビス上院議員に贈賄して合法的な不動産開発を行う。エイヴォンはわずか2年で仮釈放されてファミリーの弱体化を知り、出所されたばかりのカティらにマルロの手下を襲撃させるが失敗する。カティは犯罪に嫌気がさし、ファミリーを離れて少年たちのためのボクシングジムを始める。エイヴォンはマルロの報復攻撃で負傷し、全面抗争を始めようとする。ストリンガーはディアンジェロを殺させて組織を守ったことをエイヴォンに打ち明けて諫める。だがエイヴォンはマルロとの全面抗争に固執し、プロポジション・ジョーは暴力を嫌って麻薬の供給の打ち切りをストリンガーに通告する。ストリンガーはデイビス議員に金をだまし取られたことを知って憤り、組織を守るためにエイヴォンの攻撃計画をコルヴィンに密告する。ブラザー・ムーゾンはオマールに会ってストリンガーの嘘を知り、エイヴォンの了解のもとで二人はストリンガーを殺す。
ハムステルダムのことがマスコミに漏れ、バレルとロールズはハムステルダムを一斉に取り締まり、責任をコルヴィン一人に押し付けて降格の上で辞職に追い込む。バークスデール・ファミリーがストリンガーの仇としてマルロ・ファミリー襲撃を準備するところに、コルヴィンからの情報を得た特別捜査課が踏み込んでエイヴォンらを逮捕する。立場の弱まったロイス市長はダニエルズの妻の市会議員立候補を支持し、ダニエルズを警視に昇進させる。マクノルティは巡回警官となる。

### シーズン4
市長選が警察に影響する。マルロのスタンフィールド・ファミリーは力を増す。元警官たちは西部の中学に関わり、犯罪に引き込まれる地域の少年たちが描かれる。
放任主義のアッシャーの指揮する特別捜査課にはグレッグス、フリーマン、リアンダーらが残る。警視となったダニエルズはカーヴァーらのいる西部を指揮し、ハークは市長を警護し、マクノルティは巡回警官に甘んじながらラッセルと暮らす。再就職の当てが外れたコルヴィンはホテルの警備の職に就き、プリツビルスキーは中学教師となる。西部ではバークスデール・ファミリーが弱体化し、スタンフィールド・ファミリーが力を増している。カティはボクシングジムを続ける。
カルケティは友人のトニー・グレイをそそのかして市長選に出馬させ、現職のロイスとの間で黒人票を割れさせて漁夫の利を求める。裁判の証人殺人事件の捜査をめぐってロイスを攻撃し、バルチェックやロールズはカルケティに接近する。カルケティは市長選でロイスやグレイを破る。警察の改革を目指し、現場の捜査を視察する。政治的配慮から黒人のバレル警察長を更迭できずに棚上げし、副警察長のロールズに警察長の実権を与え、病死した警視長の後釜にダニエルズを昇進させてロールズの部下とする。バルチェックも副警察長に昇進させる。人種的配慮から、ダニエルズが次の警察長となると目される。教育部門での巨額の累積赤字が明らかになり、カルケティは対立する共和党の州知事に援助を求めるが、次の知事選のライバルと見なされて決裂する。
特別捜査課はスタンフィールド・ファミリーを盗聴する。フリーマンは市長選直前のタイミングを利用して、スタンフィールド・ファミリーが献金したクレイ・デイビスら政治家を召喚しようとする。市長は圧力をかけて指揮官のアッシャーをマリモーに交代させる。マリモーは課の方針を翻して盗聴を禁止し、嫌気のさしたグレッグスとフリーマンは殺人課に移る。ハークは市長のスキャンダルに目をつぶって巡査部長に昇進し、特別捜査課に移る。マリモーはマルロを標的に大規模なガサ入れを行うが成果は上げられない。ハークとリアンダーは隠しカメラでスタンフィールド・ファミリーを監視するが、気づかれてカメラを盗まれる。ハークはバブルスの情報で誤って黒人牧師の有力者を職務質問してしまい、その処分が政治的な問題になる。
プリツビルスキーの赴任した西部地区の中学の生徒はほとんどが黒人であり、貧困と家庭環境に苦しむ。カティはジムを続けながら校務員となり、生徒を補導して中学に連れ戻す。コルヴィンはホテルを解雇され、暴力性向を調査する学者を補佐する仕事に就き、"街角の子"と呼ばれる問題児たちを特別クラスに集める。カティのジムに通う、マイケル、ドゥーカン、ネイモンドら中学生の友人たちが描かれる。バークスデール・ファミリーからの給与を絶たれた服役中のウィーベイの息子のネイモンドは、母に麻薬販売を強いられ、特別クラスに入れられる。コルヴィンはウィーベイと話しネイモンドを引き取る。頭脳と度胸を備えるマイケルは母の恋人の横暴に悩まされ、マルロに頼んで始末してもらう代わりに用心棒となる。プリツビルスキーは貧しいドゥーカンに目をかける。カーヴァーは内通したランディーを守ろうとして果たせない。
バブルスは中学生のシェロッドの面倒を見る。日常的にカツアゲを受ける男を取り締まることと引き換えに、ハークに情報を渡すが裏切られ、報復に黒人牧師の車を容疑者として教えて陥れる。男に復讐するために麻薬に毒を仕込むが、誤ってシェロッドが服用してしまい、死亡する。バブルスは自首し精神病院に入れられる。
マルロはバークスデール・ファミリーの売人のボディーを自分の傘下に入れる。ボルティモアの東側はニューヨークのファミリーに侵食され、プロポジション・ジョーはマルロに協力を断られて、オマールに情報を流してマルロが常連の闇カジノを襲わせる。マルロはプロポジション・ジョーが仕切る麻薬業者の"組合"に入り、オマールに強盗の罪を着せて逮捕させる。用心棒のクリスとスヌープに、内通者や対立者を始末させて空き家に死体を隠させる。オマールは貸しのあるバンクの尽力で釈放される。オマールはプロポジション・ジョーの情報で、グリーク・ファミリーから組合が購入した麻薬を強奪する。マルロはプロポジション・ジョーを疑い始める。
警視長かつ犯罪捜査部トップとなったダニエルズの指示で特別捜査課にフリーマンが戻り、扱いやすいアッシャーを指揮官に戻す。フリーマンは空き家で大量の死体を発見し、スタンフィールド・ファミリーとの関連を疑うが証拠が不足する。マルロはマイケルに命じて、マクノルティに内通しようとしたボディーを殺させて受け持ち区域を引き継がせる。グレッグスとマクノルティも特別捜査課に戻る。

### シーズン5
市と州の政治、警察の人事、マルロの組織の拡大、マルロを追及するためのマクノルティらによる事件の捏造、これらを取材する新聞社が描かれる。
1年後、ハークは警察をやめ、麻薬組織を顧客とする弁護士レヴィの調査員となっている。ダニエルズは警視長となって市会議員となった妻と離婚し、パールマンと暮らす。マクノルティはラッセルと暮らし続ける。バブルスは依存者の会に通いながら困窮者への食事配給を手伝い、次第に立ち直る。
州から補助金を得られなかったカルケティは次の知事選を目指す。予算不足に悩み、教育予算を守り警察予算を削減する。犯罪抑止の公約を守るため、成果の出ない特別捜査課の捜査の中断を命じる。バレルを更迭し暫定的にロールズ、最終的にはダニエルズを後任にしようとする。ホームレス連続殺人事件を利用し、知事選に向けてホームレス問題を政治テーマに選ぶ。
パールマンは、上司の州検事ボンドとともにクレイ・デイビス上院議員を追及するが、デイビスの雄弁の前に敗れる。だがデイビスはフリーマンに弱みを握られてレヴィに関わる情報を流す。
警察は予算削減に苦しみ、車両も時間外手当も不足する。22体の殺人事件の件で特別捜査課はスタンフィールド・ファミリーを見張るが、察知されて難航し捜査は中断させられる。課員は転属させられてマクノルティとグレッグスは殺人課に移り、フリーマンとリアンダーはクレイ・デイビス上院議員の捜査に回される。絶望したフリーマンとマクノルティは密かにマルロの捜査の続行を画策し、捜査時間と費用を確保するために、ボルティモア・サン紙を利用してホームレスの連続殺人事件をでっちあげる。市長の強い関心の下で警察はホームレス事件に総力をつぎ込む。ハークは密かにマルロの携帯番号をカーヴァーに教える。マクノルティとフリーマンはマルロの携帯電話を違法に盗聴し、リアンダーを巻き込む。フリーマンは携帯で送られる画像の暗号を解読する。マクノルティは潤沢な予算を他の重要事件にも流用させる。だがホームレス事件捜査は大きくなりすぎて、多くの警察官が無駄な捜査に回されるようになり、良心の呵責に悩むマクノルティはグレッグスに告白し、グレッグスはホームレス事件の捏造をダニエルズに報告する。フリーマンの暗号解読により、警察は大量の麻薬の受け取り現場をおさえ、マルロやクリスを始めとしたスタンフィールド・ファミリーの多数を逮捕する。フリーマンは検察官と大陪審がレヴィ弁護士に情報を流していたことを突き止める。
ボルティモア・サン紙の野心的な記者テンプルトンはデスクのガスの反対を押し切ってホームレス連続殺人事件を取材し、ピューリッツァー賞を狙う編集長の支持の下で捏造をまじえた記事を書く。マクノルティはテンプルトンに自分の嘘を告げるとともに、記事の捏造を指摘する。
マルロはプロポジション・ジョーを殺し、グリーク・ファミリーからの麻薬供給を握る。クリスとスヌープにオマールを探させ、おびき出して罠にかけて負傷させるが逃げられる。"組合"を仕切り、オマールがジョーを殺したと嘘を広める。オマールは復讐にマルロの部下を襲うが、少年に殺される。
レイモンドはコルヴィンと暮らして高校に通う。用心棒となっていたマイケルは密告者と疑われて殺されそうになって逆にスヌープを殺し、叔母に弟を預け、同居していたドゥーカンと別れて逃げる。ドゥーカンはプリツビルスキーに金を借りる。マイケルはマルロの金庫番を襲う。
カルケティはホームレス事件捏造の報告を受けるが、知事選を有利に戦うために隠蔽を命じ、警察と検察の幹部も責任を逃れるために従う。レヴィは違法な盗聴を問題にするが、パールマンはレヴィによる大陪審と検察官の買収を持ち出して司法取引をまとめ、クリスは終身刑となるがマルロは足を洗う条件で釈放されて不動産開発のビジネスを始める。マクノルティはホームレス事件の模倣犯を捕まえ、カルケティはホームレス事件全体の解決を発表する。フリーマンとマクノルティは警察を引退する。ダニエルズはカルケティの犯罪率の捏造要求を拒否して辞職し、バルチェックが後任となり、カーヴァーは警部補に昇進する。カルケティは知事となり、ロールズを州の警察長とする。パールマンは判事となり、ダニエルズは弁護士となる。

## エピソード一覧

### シーズン一覧
| シーズン | シーズン | エピソード | 米国での放送日              | 米国での放送日              |
| シーズン | シーズン | エピソード | 初回                        | 最終回                      |
| -------- | -------- | ---------- | --------------------------- | --------------------------- |
|          | 1        | 13         | 2002年6月2日                | 2002年9月8日                |
|          | 2        | 12         | 2003年6月1日                | 2003年8月24日               |
|          | 3        | 12         | 2004年9月19日               | 2004年12月19日              |
|          | 4        | 13         | 2006年9月10日               | 2006年12月10日              |
|          | 5        | 10         | 2008年1月6日                | 2008年3月9日                |
| トータル | トータル | 60         | 2002年6月2日 – 2008年3月9日 | 2002年6月2日 – 2008年3月9日 |

### シーズン1 （2002年）
| 通算 | 話数 | タイトル       | 原題        | 監督                     | 米国放送日    | 視聴者数 (万人) |
| ---- | ---- | -------------- | ----------- | ------------------------ | ------------- | --------------- |
| 1    | 1    | 標的           | The Target  | クラーク・ジョンソン     | 2002年6月2日  | 370             |
| 2    | 2    | 麻薬課         | The Detail  | クラーク・ジョンソン     | 2002年6月9日  | 280             |
| 3    | 3    | ディーラー     | The Buys    | Peter Medak              | 2002年6月16日 |                 |
| 4    | 4    | オールドケース | Old Cases   | Clement Virgo            | 2002年6月23日 |                 |
| 5    | 5    | ポケベル       | The Pager   | クラーク・ジョンソン     | 2002年6月30日 | 297             |
| 6    | 6    | ワイヤー・盗聴 | The Wire    | Ed Bianchi               | 2002年7月7日  | 298             |
| 7    | 7    | 逮捕           | One Arrest  | ジョー・チャペル         | 2002年7月21日 | 412             |
| 8    | 8    | 直感           | Lessons     | Gloria Muzio             | 2002年7月28日 | 331             |
| 9    | 9    | 決戦の日       | Game Day    | ミルチョ・マンチェフスキ | 2002年8月4日  | 342             |
| 10   | 10   | 代償           | The Cost    | ブラッド・アンダーソン   | 2002年8月11日 | 415             |
| 11   | 11   | 一斉捜査       | The Hunt    | Steve Shill              | 2002年8月18日 | 343             |
| 12   | 12   | 身辺整理       | Cleaning Up | Clement Virgo            | 2002年9月1日  | 366             |
| 13   | 13   | 判決           | Sentencing  | ティム・ヴァン・パタン   | 2002年9月8日  | 377             |

### シーズン2 （2003年）
| 通算 | 話数 | タイトル               | 原題              | 監督                       | 米国放送日    | 視聴者数 (万人) |
| ---- | ---- | ---------------------- | ----------------- | -------------------------- | ------------- | --------------- |
| 14   | 1    | 引き潮                 | Ebb Tide          | Ed Bianchi                 | 2003年6月1日  | 443             |
| 15   | 2    | 巻き添え               | Collateral Damage | Ed Bianchi                 | 2003年6月8日  | 350             |
| 16   | 3    | ホット・ショット       | Hot Shots         | エロディ・キーン           | 2003年6月15日 | 264             |
| 17   | 4    | 難問                   | Hard Cases        | エロディ・キーン           | 2003年6月22日 | 433             |
| 18   | 5    | 伏流                   | Undertow          | Steve Shill                | 2003年6月29日 | 362             |
| 19   | 6    | プロローグ             | All Prologue      | Steve Shill                | 2003年7月6日  | 411             |
| 20   | 7    | 余波                   | Backwash          | Thomas J. Wright           | 2003年7月13日 |                 |
| 21   | 8    | ダック・アンド・カバー | Duck and Cover    | ダン・アティアス           | 2003年7月27日 | 364             |
| 22   | 9    | 流れ弾                 | Stray Rounds      | ティム・ヴァン・パタン     | 2003年8月3日  | 304             |
| 23   | 10   | 前触れ                 | Storm Warnings    | Rob Bailey                 | 2003年8月10日 | 351             |
| 24   | 11   | 悪夢                   | Bad Dreams        | アーネスト・ディッカーソン | 2003年8月17日 | 370             |
| 25   | 12   | 嵐                     | Port in a Storm   | Robert F. Colesberry       | 2003年8月24日 | 448             |

### シーズン3 （2004年）
| 通算 | 話数 | タイトル             | 原題                 | 監督                       | 米国放送日     |
| ---- | ---- | -------------------- | -------------------- | -------------------------- | -------------- |
| 26   | 1    | 繰り返し             | Time After Time      | Ed Bianchi                 | 2004年9月19日  |
| 27   | 2    | 思い違い             | All Due Respect      | Steve Shill                | 2004年9月26日  |
| 28   | 3    | デッド・ソルジャーズ | Dead Soldiers        | Rob Bailey                 | 2004年10月3日  |
| 29   | 4    | ハムステルダム       | Hamsterdam           | アーネスト・ディッカーソン | 2004年10月10日 |
| 30   | 5    | 表と裏               | Straight and True    | ダン・アティアス           | 2004年10月17日 |
| 31   | 6    | 逆戻り               | Homecoming           | Leslie Libman              | 2004年10月31日 |
| 32   | 7    | 使い捨て             | Back Burners         | ティム・ヴァン・パタン     | 2004年11月7日  |
| 33   | 8    | 不道徳               | Moral Midgetry       | アニエスカ・ホランド       | 2004年11月14日 |
| 34   | 9    | スラップスティック   | Slapstick            | アレックス・ザクシェフスキ | 2004年11月21日 |
| 35   | 10   | 改善                 | Reformation          | Christine Moore            | 2004年11月28日 |
| 36   | 11   | 落としどころ         | Middle Ground        | ジョー・チャペル           | 2004年12月12日 |
| 37   | 12   | 任務完了             | Mission Accomplished | アーネスト・ディッカーソン | 2004年12月19日 |

### シーズン4 （2006年）
| 通算 | 話数 | タイトル                             | 原題               | 監督                       | 米国放送日     |
| ---- | ---- | ------------------------------------ | ------------------ | -------------------------- | -------------- |
| 38   | 1    | 夏休み                               | Boys of Summer     | ジョー・チャペル           | 2006年9月10日  |
| 39   | 2    | 優しい目                             | Soft Eyes          | Christine Moore            | 2006年9月17日  |
| 40   | 3    | 新学期                               | Home Rooms         | Seith Mann                 | 2006年9月24日  |
| 41   | 4    | 避難民                               | Refugees           | Jim McKay                  | 2006年10月1日  |
| 42   | 5    | 同盟                                 | Alliances          | David Platt                | 2006年10月8日  |
| 43   | 6    | 接戦                                 | Margin of Error    | ダン・アティアス           | 2006年10月15日 |
| 44   | 7    | 黄金律                               | Unto Others        | Anthony Hemingway          | 2006年10月29日 |
| 45   | 8    | 街角の少年たち＜コーナー・ボーイズ＞ | Corner Boys        | アニエスカ・ホランド       | 2006年11月5日  |
| 46   | 9    | この街で                             | Know Your Place    | アレックス・ザクシェフスキ | 2006年11月12日 |
| 47   | 10   | 憂慮                                 | Misgivings         | アーネスト・ディッカーソン | 2006年11月19日 |
| 48   | 11   | 新時代                               | A New Day          | ブラッド・アンダーソン     | 2006年11月26日 |
| 49   | 12   | 己の恵みを持つ者                     | That's Got His Own | ジョー・チャペル           | 2006年12月3日  |
| 50   | 13   | 最終成績                             | Final Grades       | アーネスト・ディッカーソン | 2006年12月10日 |

### シーズン5 （2008年）
| 通算 | 話数 | タイトル         | 原題                  | 監督                       | 米国放送日    | 視聴者数 (万人) |
| ---- | ---- | ---------------- | --------------------- | -------------------------- | ------------- | --------------- |
| 51   | 1    | 削減と効率       | More with Less        | ジョー・チャペル           | 2008年1月6日  | 123             |
| 52   | 2    | 未確認情報       | Unconfirmed Reports   | アーネスト・ディッカーソン | 2008年1月13日 | 119             |
| 53   | 3    | 匿名             | Not for Attribution   | Scott Kecken Joy Kecken    | 2008年1月20日 | 85              |
| 54   | 4    | 移行             | Transitions           | ダン・アティアス           | 2008年1月27日 | 128             |
| 55   | 5    | 取材             | React Quotes          | アニエスカ・ホランド       | 2008年2月3日  |                 |
| 56   | 6    | ディケンズ的視点 | The Dickensian Aspect | Seith Mann                 | 2008年2月10日 | 74              |
| 57   | 7    | 騙し             | Took                  | ドミニク・ウェスト         | 2008年2月17日 | 57              |
| 58   | 8    | 解明             | Clarifications        | Anthony Hemingway          | 2008年2月24日 |                 |
| 59   | 9    | 最新版           | Late Editions         | ジョー・チャペル           | 2008年3月2日  | 71              |
| 60   | 10   | (了)             | –30–                  | クラーク・ジョンソン       | 2008年3月9日  | 110             |

## 製作

### 企画
サイモンは当初、『ザ・コーナー』（2000年）などのプロジェクトでサイモンと組んでいた、元殺人課の刑事で公立学校の教師であるエド・バーンズの経験の一部に基づいた警察ドラマを作ろうと思ったと述べている。バーンズは、監視技術を駆使して凶悪な麻薬密売の長期捜査に取り組む際に、ボルチモア警察の官僚主義にしばしば不満を感じていた。サイモンは、ボルチモア・サン紙の警察記者として自身が直面した課題との間に類似点を見出したという。

### キャスティング
本シリーズのキャスティングは、大物スターを避け、その役柄に自然に見える性格俳優を起用したことで賞賛されている。キャスト全体の顔ぶれは、真の意味での人間性の幅を画面上に表現していると評価されている。キャストの多くは黒人であり、これは当時のボルチモア市民の比率に合っている。
バンク・ムアランド刑事を演じるウェンデル・ピアースが最初に配役された。表向きの主役であるジミー・マクノルティ刑事を射止めたドミニク・ウェストは、オーディションの締め切り前夜に独りでシーンを演じ切った録音テープを作成して送ってきた。ランス・レディックは、バンクとヘロイン中毒のバブルス役のオーディションを受けた後、セドリック・ダニエルズ役を獲得した。マイケル・ケネス・ウィリアムズはたった一度のオーディションでオマール・リトルの役を得た。ウィリアムズは、第二級殺人の有罪判決で服役した直後のフェリシア・ピアソンに地元ボルチモアのバーで会った後、彼女をスヌープの役に推薦した。
元メリーランド州知事ロバート・L・エーリック・ジュニア、牧師フランク・M・リード三世、ラジオパーソナリティのマーク・スタイナー、元警察署長でラジオパーソナリティのエド・ノリス、バージニア州代議員ロブ・ベル、ボルチモアサン記者・編集者デビッド・エトリン、ハワード郡幹部ケン・ウルマン、元市長カート・シュモークなど実在する著名人がプロの俳優ではないものの、端役で出演している。
バーンズが参加していた捜査によって1980年代に逮捕されたボルチモアの麻薬王、"リトル・メルビン "ウィリアムズは、第3シーズンから助祭役でレギュラー出演している。同名のキャラクターに影響を与えたベテラン警察官であるジェイ・ランズマンが デニス・メロ警部補を演じた。ボルチモア警察司令官ゲイリー・ダダリオは最初の2シーズンでシリーズの技術顧問を務め、検事ゲイリー・ディパスクエールをレギュラー出演させている。サイモンは、著書『Homicide: A Year on the Killing Streets』の取材の際、ダダリオのシフトに付き添い、ダダリオとランズマンは共にこの本の題材となっている。
キャストのうち十数名は、HBO初の1時間ドラマ『OZ/オズ』に出演している。J・D・ウィリアムズ、セス・ギリアム、ランス・レディック、レジ・E・キャティはOZ/オズに印象的な役で登場し、ウッド・ハリス、フランキー・フェイソン、ジョン・ドーマン、クラーク・ピータース、ドメニク・ランバルドッツィ、マイケル・ハイアット、マイケル・ポッツ、メソッド・マンなど、本シリーズの有名スターたちが少なくとも1話はオズに出演している。キャストのうちエリック・デラムス、ピーター・ゲレッティ、クラーク・ジョンソン、クレイトン・ルブーフ、トニ・ルイス、キャリー・ソーンは、サイモンの著書を原作とし、数々の賞を受賞したネットワークテレビシリーズ『ホミサイド/殺人捜査課』にも出演している（ルイスは『Oz』にも出演している）。クラーク・ピータース、レジ・E・キャティ、ランス・レディック、コリー・パーカー・ロビンソン、ロバート・F・チュウ、デラニー・ウィリアムズ、ベネイ・バージャーなど、多くのキャストやスタッフがHBOの先行ミニシリーズ『ザ・コーナー』に出演している。

### スタッフ
この番組のクリエイターであり脚本家、ショーランナー、エグゼクティブ・プロデューサーのサイモンと並んで、本シリーズの製作チームの多くは、『ホミサイド/殺人捜査課』やエミー賞受賞のミニシリーズ『ザ・コーナー』の卒業生であった。『ザ・コーナー』のベテラン、ロバート・F・コールズベリーは最初の2シーズンで製作総指揮を務め、シーズン2の最終話で監督を務めたが、2004年に心臓手術の合併症で死去した。彼はプロデューサーとして大きな創造的役割を果たしたと製作チームの他メンバーから評価されており、サイモンは番組のリアルな映像感覚を実現したのは彼であると信じている。彼はまた、レイ・コール刑事として小さなレギュラー出演もしていた。また、コールズベリーの妻であるカレン・L・ソーソンも制作スタッフとして参加した。『ザ・コーナー』の3人目のプロデューサー、ニーナ・コストロフ・ノーブルも本シリーズの製作スタッフに残り、かつての4人体制が復活した。コールスベリーの死後、彼女はサイモンと並んで番組の2代目エグゼクティブ・プロデューサーとなった。
脚本はしばしばバーンズが共同で執筆しており、シーズン4ではバーンズもプロデューサーに就任した。他の脚本家には、ボルチモア以外の出身の高名な犯罪小説家3人が含まれる。ワシントンからジョージ・P・ペレケーノス、ブロンクスからリチャード・プライス、ボストンからデニス・ルヘインである。批評家はプライスの作品（特に『クロッカーズ』）と本シリーズを彼の参加前から比較している。執筆に加え、ペレケーノスはシーズン3でプロデューサーを務めた。ペレケーノスは、サイモンと仕事をする機会が得られるのでこのプロジェクトに惹かれたとコメントしている。
スタッフライターのラファエル・アルバレスは、いくつかのエピソードの脚本と、シリーズのガイドブック『The Wire: Truth Be Told』を執筆した。アルバレスはサイモンのボルチモア・サン紙の同僚であり、ボルチモア出身で港湾地区での仕事の経験がある。同じくボルチモア出身で独立系映画監督のジョイ・ラスコも、最初の3シーズンで脚本を執筆した。ボルチモア・サン紙のライターで政治ジャーナリストのウィリアム・F・ゾルジはシーズン3から脚本スタッフに加わり、ボルチモアの政治考証に豊富な経験をもたらした。
劇作家でテレビ作家、プロデューサーのエリック・オーバーメイヤーは、シーズン4からコンサルティング・プロデューサー兼脚本家として参加した。それ以前は『ホミサイド/殺人捜査課』にも携わっていた。ペレケーノスが次回作に専念するために関与を減らし、脚本家としてのみシーズン4に携わることになったため、オーバーメイヤーはフルタイムの製作スタッフに抜擢されることになった。エミー賞受賞者で『ホミサイド/殺人捜査課』『ザ・コーナー』の脚本家、サイモンの大学時代の友人でもあるデヴィッド・ミルズも、シーズン4から脚本家として参加した。
監督には、『ホミサイド/殺人捜査課』の卒業生で『ザ･シールド 〜ルール無用の警察バッジ〜』でも高評価のエピソードをいくつか監督したクラーク・ジョンソンや、エミー賞受賞者で『ザ・ソプラノズ 哀愁のマフィア』の全シーズンに携わったティモシー・ヴァン・パタンがいる。その演出は、シンプルで繊細なスタイルで賞賛されている。コールスベリーの死後、監督のジョー・チャペルが共同製作者として制作スタッフに加わり、定期的にエピソードの監督を続けた。

### スタイル
作家たちは、自らの体験をもとに、アメリカの都市の現実的な姿を描き出そうと努めた。サイモンはもともとボルチモア・サン紙の記者であったが、自著『Homicide: A Year on the Killing Streets』のために1年間、殺人課を取材し、そこでバーンズに出会う。バーンズはボルチモア警察に20年勤め、その後、都心の学校で教師をしていた。二人は『The Corner: A Year in the Life of an Inner-City Neighborhood』という本を書くために、1年間ボルチモアのドラッグカルチャーと貧困を調査した。この二人の経験は本シリーズの多くのストーリー展開に生かされている。
本シリーズが目指すリアリズムの中心は、真実味のあるキャラクターを作ることだった。サイモンは、彼らのほとんどが現実のボルチモアの人物を合成したものであると述べている。例えば、ドニー・アンドリュースはオマール・リトルの主なインスピレーションとなった。マーティン・オマリーはトミー・カルケティの「インスピレーションの1つ」となっている。本シリーズは、脇役にプロではない俳優を起用することが多く、「リアルな街の顔や声」を描くことで他のテレビシリーズと一線を画している。また脚本は視聴体験をより没入させるために、現代のスラングを使用している。
サイモンは、本シリーズに登場する警察関係者が他のテレビ番組の刑事と異なる点として、優秀な警察官でさえ、保護と奉仕の欲求によってではなく、自分が追っている犯罪者よりも賢いと信じる知的虚栄心によって動機づけられていることを指摘する。多くの警察官が利他的な資質を示す一方で、番組で描かれる警察官の多くは、無能で残忍、自己顕示欲が強く、官僚主義や政治に足をすくわれる存在である。犯罪者たちは、必ずしも利益や他人を傷つけたいという欲望に突き動かされているわけではなく、多くはその存在に囚われており、全員が人間的な資質を持っている。それでも、本シリーズは彼らの行動がもたらす恐ろしい影響を最小限に抑えたり、ごまかしたりすることはない。
本シリーズは、警察の仕事と犯罪行為の両方の過程をリアルに描いている。現実の犯罪者がこの番組を見て、警察の捜査手法に対抗する方法を学んだという報告もあるほどだ。シーズン5ではボルチモア・サン紙の報道現場を描き、バラエティ誌のブライアン・ローリーは2007年に、映画やテレビに描かれたメディアの現場として最もリアルに描かれていると評した。
2006年12月のワシントンポスト紙の記事では、地元の黒人学生が、このシリーズが黒人コミュニティの「神経を逆なでする」ものであり、自分たちも登場人物の多くに対応する実在の人物を知っていると述べている。記事は、ドラッグと暴力が黒人社会に与えている犠牲に対して大きな悲しみを表明している。

## 作品の評価

### 批評家によるレビュー
この作品は、主要なテレビ批評家から全シーズン好評を得ており、特にシーズン2～5ではほぼ全世界的な賞賛を受け、一部の批評家はこの作品を現代最高の番組、史上最高のドラマシリーズのひとつと評価した。シーズン1は主に批評家から好評を博し、『ザ・ソプラノズ 哀愁のマフィア』や『シックス・フィート・アンダー』といったHBOの有名な「旗艦」ドラマシリーズより優れているという声さえあった。 レビューアグリゲーターのMetacriticでは、シーズン1は22のレビューに基づいて100点満点中79点を獲得した。ある評論家は、HBOとデヴィッド・サイモンの以前の作品からいくつかのテーマを再利用していると指摘したが、それでも貴重な番組であり、特に麻薬戦争の記録を通じてテロとの戦いを並行して描いている点で共鳴していると評価した。また、別の批評では、冒涜的な表現に頼っていることと、ゆっくりと引き延ばされるプロットのために、このシリーズは苦境に立たされているかもしれないと指摘したが、この番組のキャラクターと人間関係については概ね肯定的に受け止めている。
批評家の称賛にもかかわらず、ニールセン統計の視聴率は低く、サイモンはその原因をプロットの複雑さ、放送時間帯、特にギャングの登場人物の間で難解なスラングが多用されていること、そして黒人が多く出演していることにあるとした。批評家は、この番組が視聴者の注意力を試していると感じ、また、FX (テレビ局)で成功した犯罪ドラマ『ザ･シールド 〜ルール無用の警察バッジ〜』の放送開始でタイミングを逸したと考えた。しかし、Entertainment Weekly誌では第1シーズンのDVD発売への期待が高かった。
シーズン2の最初の2話の後、ガーディアン紙のジム・シェリーは本シリーズを最高のテレビ番組と呼び、シーズン2がシーズン1での以前の土台から切り離すことができたと賞賛している。ボストン・フェニックス紙のジョン・ガレリックは、港湾地区のサブカルチャー（シーズン2）は住宅地のサブカルチャー（シーズン1）ほどには引き込まれないという意見だったが、脚本家がリアルな世界を作り、興味深いキャラクターを多数登場させたと賞賛している
。
シーズン3に対する批評家の反応は依然として好意的であった。Entertainment Weekly誌は本シリーズを2004年のベスト番組に選び、「最も賢く、最も深く、最も共鳴するテレビ番組」と評した。彼らは番組の複雑さが視聴率の低さの原因だと考えている。ボルチモア・シティ紙は、番組が打ち切られるかもしれないと心配し、強い人物描写、オマール・リトル、現実世界の問題の率直な表現など、放送を継続すべき10の理由のリストを発表した。また、番組がなくなることでボルチモアの経済に悪影響が出ることも懸念していた。
シーズン3終了時点でも本シリーズは依然として視聴率を維持するのに苦労しており、番組が打ち切られる可能性もあった。製作者のデヴィッド・サイモンは、『デスパレートな妻たち』との競合が低視聴率の一因であるとし、『ザ・ソプラノズ』の成功を受けてHBOドラマへの期待が変化したことを懸念していた。
シーズン3の終了からほぼ2年後、シーズン4が始まろうとしていたとき、サンフランシスコ・クロニクル紙のティム・グッドマンは、本シリーズが「人種、貧困、『アメリカの労働者階級の死』、奉仕する人々を助けられない政治システム、失われた希望の圧制を同時に探求しながら、この国の麻薬戦争に取り組んできた。テレビ史上、都会のアフリカ系アメリカ人の苦境を描いたシリーズはほとんどなく、これほどうまくいったものはない」と書いている。バラエティ誌のブライアン・ローリーは当時、「テレビ史が書かれるとき、『ザ・ワイヤー』に匹敵するものは他にないだろう」と書いている。ニューヨーク・タイムズ紙は、『ザ・ワイヤー』のシーズン4を「これまでで最高のシーズン」だと評している。
シカゴ・サンタイムズ紙のダグ・エルフマンは、「最も野心的な」テレビ番組だとしながらも、その複雑さとプロットの展開の遅さを非難し、より控えめな賞賛をした。ロサンゼルス・タイムズ紙は珍しく社説を掲載し、「ケーブルチャンネルとネットワークテレビの両方で、思慮深く面白いドラマの黄金時代のようなものと一般に認められている中でさえ、『ザ・ワイヤー』は際立っている」と述べている。タイム誌は特にシーズン4を賞賛し、「これほど街を愛し、情熱的に非難し、切々と歌うテレビ番組はほかにない」と述べている。
また、Metacriticでは、シーズン3と4は加重平均スコア98を獲得し、それぞれ同サイトの歴史上10番目と11番目の高スコアであった。タイムアウトニューヨークの アンドリュー・ジョンストンは 『The Wire』を2006年のベストTVシリーズに選び、「デヴィッド・サイモンによるアメリカの都市に関する叙事詩の最初の3シーズンで『The Wire』はこの10年で最高のシリーズのひとつとなり、シーズン4では、公立学校の官僚主義によって見通しを制限されている4人の中学2年生の心痛む物語が中心になり、公式に時代のものとなった」と書いている。
タイム、エンターテインメント・ウィークリー、シカゴ・トリビューン、スレート、サンフランシスコ・クロニクル、フィラデルフィア・デイリーニュース、（毎話ごとにブログを更新し、書籍『The Wire Re-up』も出版した）イギリスの新聞ガーディアンなど複数の評論家が、最高のテレビ番組だと評価している。ガーディアン紙のコラムニストであるチャーリー・ブルッカーは、自身のコラム「スクリーンバーン」とBBC Fourのテレビシリーズ「スクリーンワイプ」の両方で、この番組を特に熱心に賞賛しており、過去20年間で最も素晴らしい番組かもしれないと述べている。
2007年、タイム誌はこの作品を史上最高のテレビシリーズ100選に挙げた。2013年、全米脚本家組合は本シリーズを最も優れたテレビシリーズ第9位に位置づけた。2013年、TVガイドは本シリーズを偉大なドラマの5位、史上最高の番組の6位にランクインさせた。2013年、Entertainment Weeklyは「史上最高のカルトテレビ番組26選」の6位に挙げ、「HBO史上最も高く評価されたシリーズの一つ」と評し、オマール・リトル役のマイケル・K・ウィリアムズの演技を高く評価した。また、Entertainment Weeklyは2013年の特別号で歴代No.1のテレビ番組とした。
2016年、ローリング・ストーン誌が発表した「史上最も偉大なテレビ番組100」の第2位にランクイン。2019年9月、21世紀の最高のテレビ番組100のリストで2位にランクインしたガーディアンは、「極論、パノラマ、笑い、悲劇、あるいはそれらのすべてが同時に起こる」と評し、「美しく書かれ、演じられた」この番組は、「ハイアートとしてのテレビと魂から引き裂かれたテレビ」、「知的で意欲的で妥協しないテレビのあるブランドの模範」であると述べている。2021年、Empireは本シリーズを「史上最も偉大な100のテレビ番組」のリストで4位にランクインさせた。2021年にBBC Cultureが世界の206人の批評家を対象に行った「21世紀最高のドラマベスト100」で1位を記録した。
批評家はしばしばこの番組を文学的な言葉で表現している。ニューヨークタイムズは「文学テレビ」と呼び、TVガイドは「偉大な現代文学としてのテレビ」と呼び、サンフランシスコクロニクルは「現代における最高の文学と映画製作と並んで考慮されなければならない」と言い、シカゴトリビューンは「ジョイス、フォークナー、ヘンリージェームズを克服した読者が獲得する報酬と変わらないものをこの番組は提供している」と語っている。また、『エンターテインメント・ウィークリー』は10年後の「ベスト・オブ」リストに掲載し、「刑事もののフォーマットを使って、クリエイターであるデヴィッド・サイモンの辛辣な社会批判を形にした巧みな文章と、テレビ史上最も層の厚い俳優陣が見事にマッチしていた。」と述べている。
オバマ元米国大統領は、「ここ数十年の間で、テレビ番組としてだけでなく芸術作品として、最高のもののひとつである」と評価している。2010年のノーベル文学賞受賞者マリオ・バルガス・リョサはスペインの新聞El Paísでこのシリーズについて非常に肯定的な批評を書いた。アイスランドの レイキャビク市長になったコメディアンのヨン・グナルは、このシリーズを観ていない人とは連立政権を組まないとまで言っている。
『ウォーキング・デッド』の作者ロバート・カークマンは本シリーズの強力な信奉者であり、本シリーズからできるだけ多くの俳優を『ウォーキング・デッド』のテレビシリーズに起用しようとし、これまでにチャド・コールマン、ローレンス・ギリアドJr.、セス・ギリアム、メリット・ウィーバーを起用している。

### 賞とノミネート
| 賞                           | 年   | 部門                              | ノミネート                                                                         | 結果       | Ref.    |
| ---------------------------- | ---- | --------------------------------- | ---------------------------------------------------------------------------------- | ---------- | ------- |
| ピーボディ賞                 | 2004 |                                   | The Wire                                                                           | 受賞       | [ 117 ] |
| 米国作曲家作詞家出版者協会賞 | 2004 | 最優秀TVシリーズ賞                | トム・ウェイツ                                                                     | 受賞       | [ 118 ] |
| プライムタイム・エミー賞     | 2005 | ドラマ・シリーズ部門 最優秀脚本賞 | ジョージ・P・ペレケーノス、デヴィッド・サイモン (「落としどころ」 "Middle Ground") | ノミネート | [ 119 ] |
| プライムタイム・エミー賞     | 2008 | ドラマ・シリーズ部門 最優秀脚本賞 | デヴィッド・サイモン、エド・バーンズ (「(了)」 "-30-")                             | ノミネート | [ 120 ] |
| NAACPイメージ・アワード      | 2003 | 最優秀ドラマシリーズ賞            | The Wire                                                                           | ノミネート | [ 121 ] |
| NAACPイメージ・アワード      | 2004 | 最優秀ドラマシリーズ賞            | The Wire                                                                           | ノミネート | [ 122 ] |
| NAACPイメージ・アワード      | 2005 | 最優秀ドラマシリーズ賞            | The Wire                                                                           | ノミネート | [ 123 ] |
| NAACPイメージ・アワード      | 2007 | 最優秀ドラマシリーズ賞            | The Wire                                                                           | ノミネート | [ 124 ] |
| エドガー賞                   | 2003 | 最優秀テレビドラマ脚本賞          | デヴィッド・サイモン、エド・バーンズ (「標的」 "The Target")                       | ノミネート | [ 125 ] |
| エドガー賞                   | 2007 | 最優秀テレビドラマシリーズ脚本賞  | The Wire                                                                           | 受賞       | [ 126 ] |
| テレビ批評家協会賞           | 2003 | 最優秀番組賞                      | The Wire                                                                           | ノミネート | [ 127 ] |
| テレビ批評家協会賞           | 2007 | 最優秀番組賞                      | The Wire                                                                           | ノミネート | [ 128 ] |
| テレビ批評家協会賞           | 2008 | 最優秀番組賞                      | The Wire                                                                           | ノミネート | [ 129 ] |
| 全米脚本家組合賞             | 2008 | 最優秀テレビドラマ賞              | The Wire                                                                           | 受賞       | [ 130 ] |
| 全米脚本家組合賞             | 2009 | 最優秀テレビドラマ賞              | The Wire                                                                           | ノミネート | [ 131 ] |

### アカデミア
シリーズ終了後の数年間、ジョンズ・ホプキンス大学、ブラウン大学、ハーバード大学などいくつかの大学で、法律学、社会学、映画学などさまざまな分野で本シリーズに関する授業が行われた。マサチューセッツ州の全寮制高校であるフィリップス・アカデミーでも同様の授業が行われている。 テキサス大学サンアントニオ校では、このシリーズを文学小説の一作品として教えるコースを設けている。
ハーバード大学が都市の不平等に関する授業の教材として本シリーズを選んだ理由について、Anmol ChaddhaとWilliam Julius Wilsonがワシントン・ポスト紙に掲載した記事で説明している。「学者たちは、脱工業化、犯罪と刑務所、教育制度が深く関わっていることを知っているが、他のテーマを犠牲にして、一つのテーマだけに集中的に注意を向けなければならないことが多い。芸術的表現の自由があれば、『ザ・ワイヤー』はもっとクリエイティブになれる。都市の貧困層の生活を形成するさまざまな力を織り交ぜることができるのだ」。
ヨーク大学の社会学部長ロジャー・バローズは、この番組は「現代都市主義の理解に素晴らしい貢献をしている」し、「同じ問題について人々が行っているドライで退屈で膨大な費用のかかる研究とは対照的」だとインディペンデント誌で述べている。このシリーズは、パリ西大学ナンテール校ラ・デファンス校のマスターセミナーシリーズの一環としても研究されている。2012年2月、スロベニアの哲学者スラヴォイ・ジジェクが ロンドン大学バークベック校で「The Wire or the clash of civilisations in one country」と題した講義を行った。2012年4月、ノルウェーの学者であるアーレンド・ラヴィックが「The Wireにおけるスタイル」と題した36分のビデオエッセイをオンラインに投稿し、5シーズンの間に番組のディレクターが使った様々な映像技術を分析した。
また、本シリーズに関する学術論文も増えている。